# Bojan Miovski
Bojan Miovski (in macedone Бојан Миовски?; Štip, 24 giugno 1999) è un calciatore macedone, attaccante del Girona.

## Caratteristiche tecniche
È un centravanti.

## Carriera

### Club
Cresciuto nel settore giovanile del Bregalnica Štip, debutta in prima squadra il 19 febbraio 2017 in occasione dell'incontro di Prva makedonska fudbalska liga perso 1-0 contro il Renova; al termine della stagione viene ceduto al Rabotnički, che lo presta per sei mesi al Qarabağ, dove però gioca solamente nell'Under-19.
Nelle stagioni successive gioca per Makedonija G.P. e Renova, sempre nella prima divisione macedone.
Il 3 luglio 2020 viene acquistato a titolo definitivo dagli ungheresi dell'MTK Budapest; debutta con il suo nuovo club il 13 settembre nel match pareggiato 2-2 contro l'Honvéd.

### Nazionale
Ha giocato nelle nazionali giovanili macedoni Under-17, Under-19 ed Under-21.
L'8 ottobre 2021 esordisce in nazionale maggiore in occasione del successo per 0-4 in casa del Liechtenstein.

## Statistiche

### Presenze e reti nei club
Statistiche aggiornate al 15 agosto 2025.
| Stagione            | Squadra             | Campionato          | Campionato | Campionato | Coppe nazionali | Coppe nazionali | Coppe nazionali | Coppe continentali | Coppe continentali | Coppe continentali | Altre coppe | Altre coppe | Altre coppe | Totale | Totale | Totale |
| Stagione            | Squadra             | Comp                | Pres       | Reti       | Comp            | Pres            | Reti            | Comp               | Pres               | Reti               | Comp        | Pres        | Reti        | Pres   | Reti   |        |
| ------------------- | ------------------- | ------------------- | ---------- | ---------- | --------------- | --------------- | --------------- | ------------------ | ------------------ | ------------------ | ----------- | ----------- | ----------- | ------ | ------ | ------ |
| 2016-2017           | Bregalnica Štip     | PL                  | 7          | 2          | CM              | 2               | 0               | -                  | -                  | -                  | -           | -           | -           | 9      | 2      |        |
| gen.-giu. 2018      | Rabotnički          | PL                  | 2          | 0          | CM              | 0               | 0               | -                  | -                  | -                  | -           | -           | -           | 2      | 0      |        |
| 2018-gen. 2019      | Makedonija G.P.     | PL                  | 5          | 1          | CM              | 1               | 0               | -                  | -                  | -                  | -           | -           | -           | 6      | 1      |        |
| gen.-giu. 2019      | Renova              | PL                  | 7          | 3          | CM              | 0               | 0               | -                  | -                  | -                  | -           | -           | -           | 7      | 3      |        |
| 2019-2020           | Renova              | PL                  | 18         | 2          | CM              | 2               | 0               | -                  | -                  | -                  | -           | -           | -           | 20     | 2      |        |
| Totale Renova       | Totale Renova       | Totale Renova       | 25         | 5          |                 | 2               | 0               |                    | -                  | -                  |             | -           | -           | 27     | 5      |        |
| 2020-2021           | MTK Budapest        | NB1                 | 26         | 7          | CU              | 3               | 2               | -                  | -                  | -                  | -           | -           | -           | 29     | 9      |        |
| 2021-2022           | MTK Budapest        | NB1                 | 30         | 8          | CU              | 1               | 2               | -                  | -                  | -                  | -           | -           | -           | 31     | 10     |        |
| Totale MTK Budapest | Totale MTK Budapest | Totale MTK Budapest | 56         | 15         |                 | 4               | 4               |                    | -                  | -                  |             | -           | -           | 60     | 19     |        |
| 2022-2023           | Aberdeen            | SPL                 | 37         | 16         | SC+SLC          | 1+4             | 0+2             | -                  | -                  | -                  | -           | -           | -           | 42     | 18     |        |
| 2023-2024           | Aberdeen            | SP                  | 38         | 16         | CS+CdL          | 4+4             | 4+2             | UEL+UECL           | 2+5                | 2+2                |             | -           | -           | 53     | 26     |        |
| lug.-ago. 2024      | Aberdeen            | SP                  | 2          | 0          | CS+CdL          | 0+1             | 0+0             | -                  | -                  | -                  | -           | -           | -           | 3      | 0      |        |
| Totale Aberdeen     | Totale Aberdeen     | Totale Aberdeen     | 77         | 32         |                 | 14              | 8               |                    | 7                  | 4                  |             | -           | -           | 98     | 44     |        |
| 2024-2025           | Girona              | PD                  | 17         | 2          | CR              | 1               | 2               | UCL                | 4                  | 0                  | -           | -           | -           | 22     | 4      |        |
| 2025-2026           | Girona              | PD                  | 1          | 0          | CR              | 0               | 0               | -                  | -                  | -                  | -           | -           | -           | 1      | 0      |        |
| Totale Girona       | Totale Girona       | Totale Girona       | 18         | 2          |                 | 1               | 2               |                    | 4                  | 0                  |             | -           | -           | 23     | 4      |        |
| Totale carriera     | Totale carriera     | Totale carriera     | 190        | 57         |                 | 24              | 14              |                    | 11                 | 4                  |             | -           | -           | 225    | 75     |        |

### Cronologia presenze e reti in nazionale
| Cronologia completa delle presenze e delle reti in nazionale ― Macedonia del Nord | Cronologia completa delle presenze e delle reti in nazionale ― Macedonia del Nord | Cronologia completa delle presenze e delle reti in nazionale ― Macedonia del Nord | Cronologia completa delle presenze e delle reti in nazionale ― Macedonia del Nord | Cronologia completa delle presenze e delle reti in nazionale ― Macedonia del Nord | Cronologia completa delle presenze e delle reti in nazionale ― Macedonia del Nord | Cronologia completa delle presenze e delle reti in nazionale ― Macedonia del Nord | Cronologia completa delle presenze e delle reti in nazionale ― Macedonia del Nord |
| Data                                                                              | Città                                                                             | In casa                                                                           | Risultato                                                                         | Ospiti                                                                            | Competizione                                                                      | Reti                                                                              | Note                                                                              |
| --------------------------------------------------------------------------------- | --------------------------------------------------------------------------------- | --------------------------------------------------------------------------------- | --------------------------------------------------------------------------------- | --------------------------------------------------------------------------------- | --------------------------------------------------------------------------------- | --------------------------------------------------------------------------------- | --------------------------------------------------------------------------------- |
| 8-10-2021                                                                         | Vaduz                                                                             | Liechtenstein                                                                     | 0 – 4                                                                             | Macedonia del Nord                                                                | Qual. Mondiali 2022                                                               | -                                                                                 | 61’                                                                               |
| 11-10-2021                                                                        | Skopje                                                                            | Macedonia del Nord                                                                | 0 – 4                                                                             | Germania                                                                          | Qual. Mondiali 2022                                                               | -                                                                                 | 58’                                                                               |
| 11-11-2021                                                                        | Erevan                                                                            | Armenia                                                                           | 0 – 4                                                                             | Macedonia del Nord                                                                | Qual. Mondiali 2022                                                               | -                                                                                 | 83’                                                                               |
| 14-11-2021                                                                        | Skopje                                                                            | Macedonia del Nord                                                                | 3 – 1                                                                             | Islanda                                                                           | Qual. Mondiali 2022                                                               | -                                                                                 | 77’ 83’                                                                           |
| 24-3-2022                                                                         | Palermo                                                                           | Italia                                                                            | 0 – 1                                                                             | Macedonia del Nord                                                                | Qual. Mondiali 2022                                                               | -                                                                                 | 72’                                                                               |
| 29-3-2022                                                                         | Porto                                                                             | Portogallo                                                                        | 2 – 0                                                                             | Macedonia del Nord                                                                | Qual. Mondiali 2022                                                               | -                                                                                 | 45’                                                                               |
| 2-6-2022                                                                          | Razgrad                                                                           | Bulgaria                                                                          | 1 – 1                                                                             | Macedonia del Nord                                                                | UEFA Nations League 2022-2023 - 1º turno                                          | -                                                                                 | 45’                                                                               |
| 5-6-2022                                                                          | Gibilterra                                                                        | Gibilterra                                                                        | 0 – 2                                                                             | Macedonia del Nord                                                                | UEFA Nations League 2022-2023 - 1º turno                                          | -                                                                                 | 57’                                                                               |
| 9-6-2022                                                                          | Skopje                                                                            | Macedonia del Nord                                                                | 0 – 3                                                                             | Georgia                                                                           | UEFA Nations League 2022-2023 - 1º turno                                          | -                                                                                 | 71’                                                                               |
| 12-6-2022                                                                         | Skopje                                                                            | Macedonia del Nord                                                                | 4 – 0                                                                             | Gibilterra                                                                        | UEFA Nations League 2022-2023 - 1º turno                                          | 1                                                                                 | 62’                                                                               |
| 23-9-2022                                                                         | Tbilisi                                                                           | Georgia                                                                           | 2 – 0                                                                             | Macedonia del Nord                                                                | UEFA Nations League 2022-2023 - 1º turno                                          | -                                                                                 |                                                                                   |
| 26-9-2022                                                                         | Skopje                                                                            | Macedonia del Nord                                                                | 0 – 1                                                                             | Bulgaria                                                                          | UEFA Nations League 2022-2023 - 1º turno                                          | -                                                                                 | 27’ 61’                                                                           |
| 17-11-2022                                                                        | Skopje                                                                            | Macedonia del Nord                                                                | 1 – 1                                                                             | Finlandia                                                                         | Amichevole                                                                        | -                                                                                 | 46’                                                                               |
| 23-3-2023                                                                         | Skopje                                                                            | Macedonia del Nord                                                                | 2 – 1                                                                             | Malta                                                                             | Qual. Euro 2024                                                                   | -                                                                                 | 61’ 78’                                                                           |
| 27-3-2023                                                                         | Skopje                                                                            | Macedonia del Nord                                                                | 1 – 0                                                                             | Fær Øer                                                                           | Amichevole                                                                        | 1                                                                                 | 54’                                                                               |
| 9-9-2023                                                                          | Skopje                                                                            | Macedonia del Nord                                                                | 1 – 1                                                                             | Italia                                                                            | Qual. Euro 2024                                                                   | -                                                                                 |                                                                                   |
| 12-9-2023                                                                         | Ta' Qali                                                                          | Malta                                                                             | 0 – 2                                                                             | Macedonia del Nord                                                                | Qual. Euro 2024                                                                   | -                                                                                 | 90+3’                                                                             |
| 14-10-2023                                                                        | Praga                                                                             | Ucraina                                                                           | 2 – 0                                                                             | Macedonia del Nord                                                                | Qual. Euro 2024                                                                   | -                                                                                 | 84’                                                                               |
| 17-11-2023                                                                        | Roma                                                                              | Italia                                                                            | 5 – 2                                                                             | Macedonia del Nord                                                                | Qual. Euro 2024                                                                   | -                                                                                 | 46’                                                                               |
| 20-11-2023                                                                        | Skopje                                                                            | Macedonia del Nord                                                                | 1 – 1                                                                             | Inghilterra                                                                       | Qual. Euro 2024                                                                   | -                                                                                 | 75’                                                                               |
| 22-3-2024                                                                         | Boztepe                                                                           | Macedonia del Nord                                                                | 1 – 1                                                                             | Moldavia                                                                          | Amichevole                                                                        | 1                                                                                 | 77’                                                                               |
| 25-3-2024                                                                         | Boztepe                                                                           | Montenegro                                                                        | 1 – 0                                                                             | Macedonia del Nord                                                                | Amichevole                                                                        | -                                                                                 | 59’                                                                               |
| 3-6-2024                                                                          | Fiume                                                                             | Croazia                                                                           | 3 – 0                                                                             | Macedonia del Nord                                                                | Amichevole                                                                        | -                                                                                 | 66’                                                                               |
| 7-9-2024                                                                          | Tórshavn                                                                          | Fær Øer                                                                           | 1 – 1                                                                             | Macedonia del Nord                                                                | UEFA Nations League 2024-2025 - 1º turno                                          | -                                                                                 |                                                                                   |
| 10-9-2024                                                                         | Skopje                                                                            | Macedonia del Nord                                                                | 2 – 0                                                                             | Armenia                                                                           | UEFA Nations League 2024-2025 - 1º turno                                          | 1                                                                                 | 45+4’                                                                             |
| 10-10-2024                                                                        | Riga                                                                              | Lettonia                                                                          | 0 – 3                                                                             | Macedonia del Nord                                                                | UEFA Nations League 2024-2025 - 1º turno                                          | -                                                                                 | 85’                                                                               |
| 13-10-2024                                                                        | Erevan                                                                            | Armenia                                                                           | 0 – 2                                                                             | Macedonia del Nord                                                                | UEFA Nations League 2024-2025 - 1º turno                                          | 1                                                                                 | 79’                                                                               |
| 14-11-2024                                                                        | Skopje                                                                            | Macedonia del Nord                                                                | 1 – 0                                                                             | Lettonia                                                                          | UEFA Nations League 2024-2025 - 1º turno                                          | -                                                                                 |                                                                                   |
| 17-11-2024                                                                        | Skopje                                                                            | Macedonia del Nord                                                                | 1 – 0                                                                             | Fær Øer                                                                           | UEFA Nations League 2024-2025 - 1º turno                                          | 1                                                                                 | 88’                                                                               |
| 22-3-2025                                                                         | Vaduz                                                                             | Liechtenstein                                                                     | 0 – 3                                                                             | Macedonia del Nord                                                                | Qual. Mondiali 2026                                                               | 1                                                                                 |                                                                                   |
| 25-3-2025                                                                         | Skopje                                                                            | Macedonia del Nord                                                                | 1 – 1                                                                             | Galles                                                                            | Qual. Mondiali 2026                                                               | 1                                                                                 | 90+2’                                                                             |
| 6-6-2025                                                                          | Skopje                                                                            | Macedonia del Nord                                                                | 1 – 1                                                                             | Belgio                                                                            | Qual. Mondiali 2026                                                               | -                                                                                 | 85’                                                                               |
| 9-6-2025                                                                          | Astana                                                                            | Kazakistan                                                                        | 0 – 1                                                                             | Macedonia del Nord                                                                | Qual. Mondiali 2026                                                               | -                                                                                 | 67’                                                                               |
| Totale                                                                            |                                                                                   | Presenze                                                                          | 33                                                                                |                                                                                   | Reti                                                                              | 8                                                                                 |                                                                                   |

## Palmarès

### Individuale
- Capocannoniere della Coppa di Scozia: 1

2023-2024 (4 reti)